# Odocoileus
Odocoileus és un gènere de cérvols de mida mitjana que conté dues espècies:
- El cérvol mul (Odocoileus hemionus) és nadiu de la meitat occidental de Nord-amèrica
- El cérvol de Virgínia (Odocoileus virginianus) es troba a gran part dels Estats Units continentals, el sud del Canadà, Mèxic, Centreamèrica i les parts septentrionals de Sud-amèrica, tan al sud com el Perú.

El cérvol dels pantans (Blastocerus dichotomus) també havia estat inclòs en aquest gènere.